# 미키 마우스 (애니메이션)
《미키 마우스》(Mickey Mouse)는 디즈니 텔레비전 애니메이션이 제작한 미국의 TV 애니메이션이다. 디즈니 만화 캐릭터인 미키 마우스와 미니 마우스, 도날드 덕, 데이지 덕, 구피, 그리고 플루토가 출연해 파리와 뉴욕, 베네치아, 도쿄 등에서 일어난 일을 그렸다. 시리즈는 고전 미키 마우스 단편에서 보이는 슬램스틱적인 느낌을 툰 붐과 플래시 애니메이션을 통해 현대적으로 재해석하였다.
카툰 네트워크 시리즈인 《덱스터의 실험실》, 《파워퍼프걸》의 제작에 참여해 에미상을 수상한 폴 루디시가 제작책임자를 맡았다. 조셉 홀트는 시리즈의 예술 감독을 맡았다. 2013년 9월에 폴 루디시, 제니 게이스-베이커, 조셉 홀트는 에피소드 〈Croissant de Triomphe〉로 세 개의 에미상을 수상했다.
첫 에피소드 〈Croissant de Triomphe〉는 2013년 3월 12일 디즈니 공식 웹사이트에 선공개되었다. 2016년 6월 28일 디즈니 채널에서 공식 초연되었고, 디즈니의 웹사이트와 와치 디즈니 채널이 뒤를 이었다. 시즌 1의 에피소드 개수는 총 18편이고, 2014년 4월 11일 초연된 시즌 2는 총 19편이다. 시즌 3은 2015년 7월 17일에 초연되었다.
대한민국에서는 디즈니 채널을 통해 2013년 11월 1일부터 3일 동안 1~3화가 먼저 공개되었고, 8일부터 정규 방송되고 있다. 2014년 3월 기준으로 미국 내에서 《미키 마우스》를 시청한 누적 시청자는 1억 명으로, 160여개 국가에서 33개 언어로 방송되고 있다.

## 등장 인물
- 미키 마우스: 크리스 다이아먼토폴로스[6]
- 미니 마우스: 루시 테일러
- 도날드 덕: 토니 안셀모
- 데이지 덕: 트레스 맥닐
- 구피: 빌 파머
- 플루토: 빌 파머
- 피트: 짐 커밍스
- 휴이와 듀이, 루이: 루시 테일러

### 한국어판 배역
- 미키 마우스: 제이홉
- 미니 마우스: 에일리
- 도날드 덕: 김지원 (배우)
- 구피: 박상일
- 데이지 덕: 미연
- 피트: 한상덕

## 에피소드
| 시즌 | 시즌 | 회수 | 방송 날짜       | 방송 날짜       |
| 시즌 | 시즌 | 회수 | 시즌 시작       | 시즌 종료       |
| ---- | ---- | ---- | --------------- | --------------- |
|      | 1    | 18   | 2013년 6월 28일 | 2014년 3월 7일  |
|      | 2    | 19   | 2014년 4월 11일 | 2015년 6월 9일  |
|      | 3    | 20   | 2015년 7월 17일 | 2016년 7월 29일 |
|      | 특별 | 2    | 2016년 12월 9일 | 2017년 10월 8일 |
|      | 4    | 19   | 2017년 6월 9일  | 2018년 7월 14일 |
|      | 5    | 18   | 2018년 10월 6일 | 2019년 7월 20일 |

## 수상
| 년도 | 시상식                                       | 시상 부문                                        | 후보 | 결과 |
| ---- | -------------------------------------------- | ------------------------------------------------ | --- | ---- |
| 2013 | 데이타임 에미상                              | 최우수 단편 애니메이션 프로그램                  | 〈크로와상 소동〉 | 수상 |
| 2013 | 데이타임 에미상                              | 우수상                                           | 제니 게이즈-베이커 (배경채색)                                                                                              | 수상 |
| 2013 | 데이타임 에미상                              | 우수상                                           | 조셉 홀트 (미술감독) | 수상 |
| 2013 | National Cartoonists Society Division Awards | 텔레비전 애니메이션                              | 폴 루디시 | 수상 |
| 2014 | 애니상                                       | TV 애니메이션/방송제작 내 캐릭터 디자인 우수상   | 폴 루디시 | 수상 |
| 2014 | 애니상                                       | TV 애니메이션/방송제작 내 음악 우수상            | 크리스토퍼 윌리스 | 수상 |
| 2014 | 애니상                                       | TV 애니메이션/방송제작 내 편집 우수상            | 이리야 오언스 | 수상 |
| 2014 | 애니상                                       | TV 애니메이션/방송제작 내 감독 우수상            | 애런 스프링거 | 후보 |
| 2014 | 애니상                                       | TV 애니메이션/방송제작 내 스토리보딩 우수상      | 알론소 라미레즈-라모스 | 후보 |
| 2014 | 애니상                                       | TV 애니메이션/방송제작 내 목소리 연기 우수상     | 구피 역의 빌 파머 | 후보 |
| 2014 | 애니상                                       | TV 애니메이션/방송제작 내 목소리 연기 우수상     | 미키 마우스 역의 크리스 다이아먼토폴로스                                                                                   | 후보 |
| 2014 | 프라임타임 에미상                            | 최우수 단편 애니메이션 프로그램                  | 〈오 솔레 미니〉 | 수상 |
| 2014 | 프라임타임 에미상                            | 최우수 캐릭터 목소리 연기                        | 미키 마우스 역의 크리스 다이아먼토폴로스                                                                                   | 후보 |
| 2014 | 프라임타임 에미상                            | 애니메이션 부문 최우수 개인상                    | 〈오 솔레 미니〉의 나리나 소콜로바 (배경설정)                                                                              | 수상 |
| 2014 | 프라임타임 에미상                            | 애니메이션 부문 최우수 개인상                    | 〈사랑스러운 짝〉의 발레리오 베인튜라 (배경설정)                                                                           | 수상 |
| 2015 | 애니상                                       | TV 애니메이션/방송제작 내 캐릭터 디자인 우수상   | 앤디 수리아노 | 후보 |
| 2015 | 애니상                                       | TV 애니메이션/방송제작 내 감독 우수상            | 애런 스프링거 | 수상 |
| 2015 | 애니상                                       | TV 애니메이션/방송제작 내 음악 우수상            | 크리스토퍼 윌리스 | 수상 |
| 2015 | 애니상                                       | TV 애니메이션/방송제작 내 프로덕션 디자인 우수상 | 조셉 홀트 | 후보 |
| 2015 | 애니상                                       | TV 애니메이션/방송제작 내 프로덕션 디자인 우수상 | 나리나 소콜로바 | 수상 |
| 2015 | 애니상                                       | TV 애니메이션/방송제작 내 스토리보딩 우수상      | 하이코 드렌젠베르크 | 후보 |
| 2015 | 애니상                                       | TV 애니메이션/방송제작 내 목소리 연기 우수상     | 구피와 할머니 역의 빌 파머                                                                                                 | 수상 |
| 2015 | 애니상                                       | TV 애니메이션/방송제작 내 집필 우수상            | 데릭 바흐만 | 수상 |
| 2015 | 애니상                                       | TV 애니메이션/방송제작 내 편집 우수상            | 이리야 오언스 | 수상 |
| 2015 | 안시 국제 애니메이션 영화제                  | TV 프로그램                                      | 〈향기로운 미니〉 | 후보 |
| 2015 | Primetime Creative Arts Emmy Awards          | 최우수 단편 애니메이션 프로그램                  | 〈뭄바이의 운전사 미키〉                                                                                                   | 후보 |
| 2016 | 애니상                                       | TV 애니메이션/방송제작 내 감독 우수상            | 〈Coned〉의 데이브 왓슨 | 후보 |
| 2016 | 애니상                                       | TV 애니메이션/방송제작 내 감독 우수상            | 〈Bottle Shocked〉의 하이코 드렌젠베르크                                                                                   | 후보 |
| 2016 | 애니상                                       | TV 애니메이션/방송제작 내 음악 우수상            | 〈¡Feliz Cumpleaños!〉의 크리스토퍼 윌리스                                                                                 | 수상 |
| 2016 | 애니상                                       | TV 애니메이션/방송제작 내 스토리보딩 우수상      | 〈¡Feliz Cumpleaños!〉의 알론소 라미레즈-라모스                                                                            | 수상 |
| 2016 | 애니상                                       | TV 애니메이션/방송제작 내 편집 우수상            | 〈Coned〉의 이리야 오언스                                                                                                  | 수상 |
| 2017 | 애니상                                       | TV 애니메이션/방송제작 내 음악 우수상            | 〈Dancevidaniya〉의 크리스토퍼 윌리스                                                                                      | 후보 |
| 2017 | 애니상                                       | TV 애니메이션/방송제작 내 스토리보딩 우수상      | 〈Road Hogs〉의 하이코 드렌젠베르크                                                                                        | 후보 |
| 2017 | 애니상                                       | TV 애니메이션/방송제작 내 편집 우수상            | 이리야 오언스의 〈Sock Burglar〉                                                                                           | 수상 |
| 2017 | 프라임타임 에미상                            | 최우수 단편 애니메이션                           | 〈Split Decisions〉 | 후보 |
| 2017 | 프라임타임 에미상                            | 최우수 오리지널 음악 및 가사                     | "Jing-a-Ling-a-Ling" - 크리스토퍼 윌리스 (작곡 및 작사) - 데릭 바흐만 (작사) - 폴 루디시 (작사)                            | 후보 |
| 2018 | 애니상                                       | TV 애니메이션/방송제작 내 감독 우수상            | 〈The Scariest Story Ever: A Mickey Mouse Halloween Spooktacular!〉의 데이브 왓슨, 에디 트리게로스, 알론소 라미레즈-라모스 | 수상 |
| 2018 | 애니상                                       | TV 애니메이션/방송제작 내 음악 우수상            | 〈The Scariest Story Ever: A Mickey Mouse Halloween Spooktacular!〉의 크리스토퍼 윌리스                                    | 수상 |
| 2018 | 애니상                                       | TV 애니메이션/방송제작 내 스토리보딩 우수상      | 〈Bee Inspired〉의 에디 트리게로스                                                                                         | 수상 |
| 2018 | 애니상                                       | TV 애니메이션/방송제작 내 프로덕션 디자인 우수상 | 〈The Scariest Story Ever: A Mickey Mouse Halloween Spooktacular!〉의 제니 게이즈-베이커와 저스틴 마틴                     | 후보 |
| 2018 | 애니상                                       | TV 애니메이션/방송제작 내 목소리 연기 우수상     | 〈The Scariest Story Ever: A Mickey Mouse Halloween Spooktacular!〉에서 미키 마우스 역의 크리스 다이아먼토폴로스           | 후보 |
| 2018 | 애니상                                       | TV 애니메이션/방송제작 내 집필 우수상            | 〈Locked in Love〉의 데릭 바흐만                                                                                           | 후보 |
| 2018 | 데이타임 에미상                              | 애니메이션 프로그램 부문 최우수 감독             | 알론소 라미레즈-라모스 | 후보 |

## 해외 방송
《미키 마우스》는 영국 및 아일랜드에선 디즈니 채널을 통해, 캐나다에선 패밀리 채널을 통해 각각 2013년 7월 12일 방송이 시작되었다. 호주와 뉴질랜드에서는 2013년 7월 1일부터, 캐나다와 영국, 아일랜드는 2013년 7월 12일부터 방송되었다. 인도 및 동남아시아 지역에선 2013년 11월 18일부터 방송되었다.

## 비디오 제품
2014년 8월 26일 첫 번째 시즌이 DVD로 출시되었다.